# Acacia xerophila
Acacia xerophila é uma espécie de leguminosa do gênero Acacia, pertencente à família Fabaceae.